# Mujarbi Kirzhinov
Mujarby Nurbayevich Kirzhinov (en ruso: Мухарбий Нурбаевич Киржинов; Koshejabl, Unión Soviética, 1 de enero de 1949) es un ex halterófilo soviético. Fue Campeón de la Unión Soviética de 1971 a 1975. Ganó la categoría de peso gallo en los Juegos Olímpicos de Múnich 1972. También venció en el Campeonato Mundial (1972-1973), haciendo el récord del mundo en 1972. Ganó el Campeonato Europeo (1973-1974). 
Recibió la Orden de la Insignia de Honor.